# Tecunumania
Tecunumania — рід квіткових рослин родини гарбузових.
Рід був описаний Полом Карпентером Стендлі та Джуліаном Альфредом Штаєрмарком у 1944 році (Publ. Field Mus. Nat. Hist., Bot. Ser. 23. P. 96).
Назва роду Tecunumania — на честь Текуна Умана(1500? – 1524), який був одним із останніх правителів народу Кіче Майя, у високогір’ї території сучасної Гватемалиref>Burkhardt, Lotte (2022). Eine Enzyklopädie zu eponymischen Pflanzennamen [Encyclopedia of eponymic plant names] (pdf) (German) . Berlin: Botanic Garden and Botanical Museum, Freie Universität Berlin. doi:10.3372/epolist2022. ISBN 978-3-946292-41-8. Процитовано 27.01.2022.</ref>.
Його рідний ареал простягається від південної Мексики до Центральної Америки. Зустрічається в країнах Коста-Ріки, Еквадору, Гватемали та (південно-східної та південно-західної) Мексики.

## Види
Як прийнято Kew:
- Tecunumania quetzalteca Standl. & Steyerm.
- Tecunumania stothertiae Cornejo & H.Schaef.